# أرشيبالد هندرسون (ضابط)
أرشيبالد هندرسون (بالإنجليزية: Archibald Henderson)‏ هو ضابط أمريكي، ولد في 21 يناير 1783 في Colchester, Virginia ‏ في الولايات المتحدة، وتوفي في 6 يناير 1859 في واشنطن العاصمة في الولايات المتحدة.